# Irina Palina

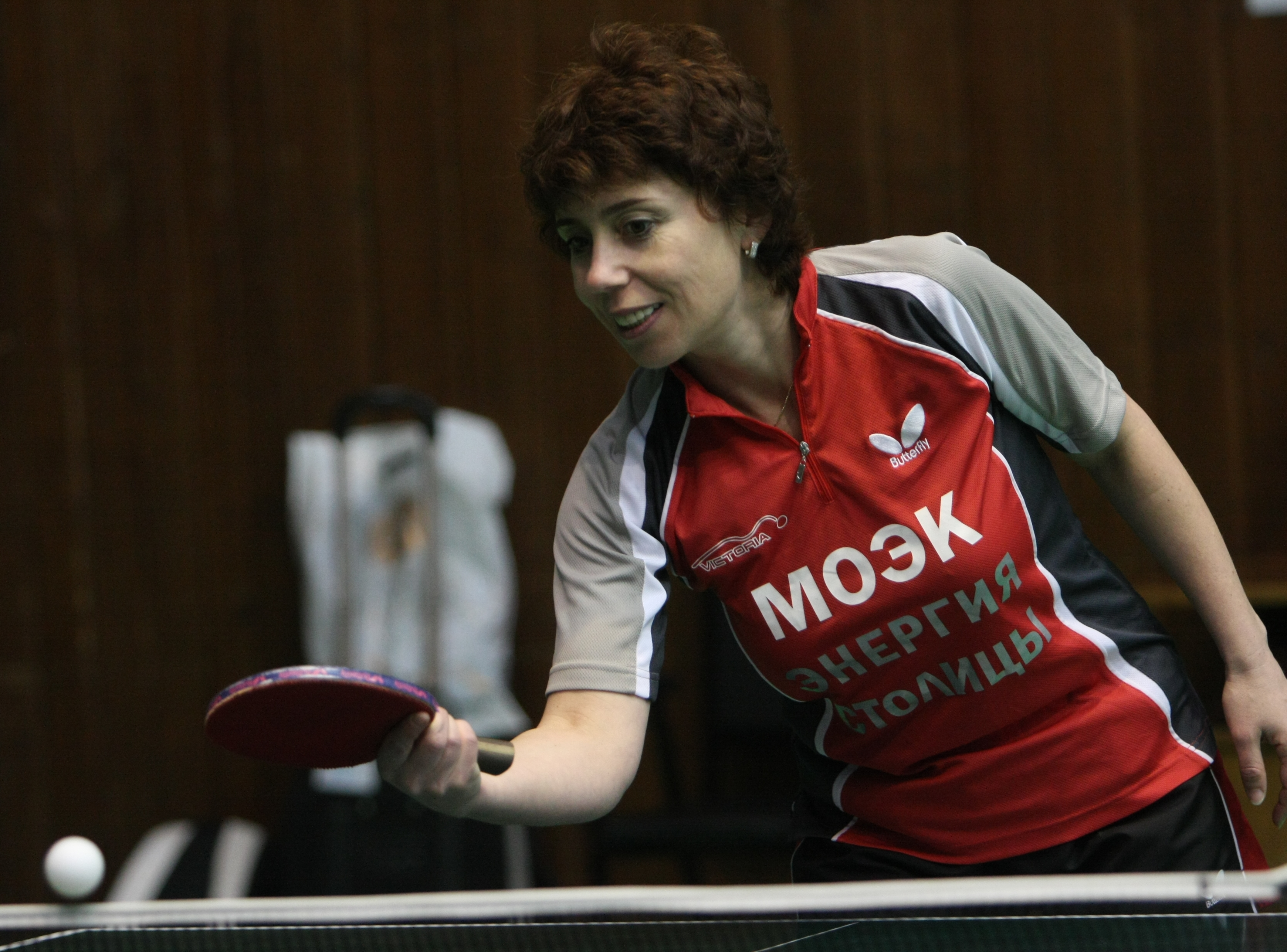
Irina Palina

Irina Vladimirovna Palina (Russisch: Ирина Владимировна Палина) (Moskou, 15 januari 1970) is een Russisch tafeltennisspeelster. In 1994 schreef ze met de nationale vrouwenploeg zowel de WTC-World Team Cup als het landentoernooi van de Europese kampioenschappen in Birmingham op haar naam. Daarnaast was ze op de EK's van 1990 en 1994 verliezend finaliste in het dubbelspel.

## Sportieve loopbaan
Palina maakte haar internationale (senioren)debuut op de wereldkampioenschappen van 1989 in Dortmund. Ze nam deel aan tien WK's tot en met 2005, waarbij ze in Göteborg 1993 het dichtst bij een medaille kwam. Ze werd dat jaar vijfde in het landentoernooi met de nationale ploeg.

Een jaar later pakte Palina wel twee grote internationale titels, met de Russische vrouwenploeg op de WTC-World Team Cup en op het EK. Op hetzelfde Europese toernooi behaalde ze ook de dubbelspelfinale voor vrouwen, samen met Jelena Timina. Daarin waren de Hongaarsen Csilla Bátorfi en Krisztina Tóth de beteren. In Göteborg 1990 stonden Palina en Timina ook al in de eindstrijd in deze discipline en toen verloren ze ook al van Bátorfi, toen vergezeld door haar landgenote Gabriella Wirth.

Palina speelde in 2007 haar negende Europese kampioenschap en haalde hierop wederom een finale, maar moest voor de derde keer genoegen nemen met zilver. De Russische vrouwenploeg kon ditmaal niet op tegen de Hongaarse opponentes.
Palina vertegenwoordigde haar vaderland op de Olympische Zomerspelen van 1992, 1996, 2000 en 2004. Van 1995 tot en met 2000 plaatste ze zich ieder jaar voor de Europese Top-12. Daarop werd de Russische vier keer zevende, één keer negende en één keer elfde.

Ze nam van 1997 tot en met 2007 deel aan toernooien op de ITTF Pro Tour, maar kon hierop geen titels pakken. Palina bereikte in 1998 samen met Jing Tian-Zörner de finale van het vrouwendubbel op het Joegoslavië Open, maar Lin Ling en Sun Jin wonnen daarin het toernooi.
Palina speelde in clubverband onder meer voor 3B Berlin in de Duitse Bundesliga en in Hongarije voor Statisztika Budapest, waarmee ze in 1994 en 1995 de European Club Cup of Champions won.